# 122
122 (CXXII) var ett normalår som började en onsdag i den julianska kalendern.

## Händelser

### September
- 13 september – Hadrianus mur börjar uppföras.

### Okänt datum
- Hadrianus beordrar att en 115 kilometer lång mur skall byggas i norra Britannien. Hadrianus mur, som den sedan kommer att kallas, är till för att hålla kaledonier, pikter och andra stammar på avstånd.
- Hadrianus ger upp de territorier han har erövrat i Skottland.
- Den östkineiska Handynastins Jianguang-era tar slut under sitta andra år och erätts av Yanguang-eran.